# Площадь Испании (Рим)
Площадь Испании (итал. Piazza di Spagna) — площадь в центре Рима, в районе бывшего Марсова поля.
Площадь Испании (в XVII веке площадь именовалась «Французской»: Piazza di Francia) со знаменитой Испанской лестницей у подножия холма Пинчо, ведущей к церкви Сантиссима-Тринита-дей-Монти, расположенной на вершине. Своим названием площадь и лестница обязаны Палаццо ди Спанья (Дворцу Испании) (итал. Palazzo di Spagna), резиденции испанского посла при Святом Престоле в Ватикане.
На площади в 1854 году в понтификат папы Пия IX установлена Колонна Непорочного зачатия (La colonna dell’Immacolata) в честь принятия в том году католического догмата о непорочном зачатии Девы Марии. Колонна из мрамора высотой 11,81 метра (произведение архитектора Луиджи Полетти) увенчана бронзовой статуей Мадонны работы скульптора Джузеппе Обичи. Фуст колонны происходит из античных руин, найден в монастыре Санта-Мария-делла-Кончеционе в 1777 году. У постамента колонны установлены четыре мраморные статуи, изображающие Давида (работы Адама Тадолини), Исайи (работы Сальваторе Ревелли), Иезекииля (работы Карло Челли) и Моисея (работы Игнацио Джакометти). С последней скульптурой связана типично римская «пасквината» (una tipica pasquinata romana), шутка, вероятно, связанная с другой популярной «говорящей статуей»: «Пасквино» (итал. Pasquino), народного прозвания фрагмента античной скульптуры близ Пьяцца Навона. Легендарный Пасквино повелел статуе Моисея заговорить, но та ответила только шипением: «Я не могу!». Тогда Пасквино приказал скульптуре хотя бы посвистеть, и Моисей ответил: «Да, я уже свистнул скульптора!» (Sì, fischio lo scultore!). Открытие памятника состоялось 8 декабря 1857 года.
На площади Испании расположены и другие учреждения, связанные с историей представительства в Риме испанской династии Бурбонов. На стороне улицы Фраттина находится Палаццо пропаганды Веры (Palazzo di Propaganda Fide) — экстерриториальное владение Святого Престола: Священной Конгрегации Пропаганды Веры (Sacra Congregatio de Propaganda Fide), основанной в 1622 году в понтификат папы Григория XV. Здание спроектировано Джованни Лоренцо Бернини (1620—1640). Боковой фасад — Франческо Борромини (1644). Однако позднее, между 1655 и 1667 годами, здание было перестроено. Фасад Борромини представляет собой один из интереснейших примеров архитектуры барокко в Риме.
Ранее во дворце размещался Музей Борджиано (Museo Borgiano), этнографо-миссионерская коллекция, основанная куриальным кардиналом Стефано Брджиа, позднее перенесена в Этнологический миссионерский музей в Ватикане. В Палаццо есть музей, где можно видеть интерьеры, оформленные Ф. Борромини, собрание живописи итальянских и фламандских художников XVII века.
На площади перед лестницей расположен фонтан Баркачча. Фонтан был построен в 1627—1629 годах по проекту Пьетро Бернини, отца знаменитого архитектора и скульптора Джованни Лоренцо Бернини, по заказу папы Урбана VIII. Название «Баркачча» (баркас) фонтан получил благодаря своей форме полузатопленной лодки и установлен в память о случившемся в 1598 году наводнении, когда на затопленной площади села на мель лодка.
В 1620-х годах в одном из домов на площади проживал голландский художник Паулюс Бор. Площадь Испании является центром квартала римской высокой моды, самые известные итальянские модные марки представлены на виа Кондотти, которая начинается у площади.
По правую сторону от Испанской лестницы находится дом английского поэта Джона Китса, который жил и умер здесь в 1821 году. Дом преобразован в музей, посвящённый ему и его другу Перси Биш Шелли, с экспозицией памятных вещей, книг, картин и гравюр английского романтизма. По другую сторону от Испанской лестницы расположена историческая чайная «Бабингтон» (Babington’s Tea Rooms), открытая в 1893 году.
Площадь упоминается в знаменитом стихотворении Чезаре Павезе под названием «Я пройду с площади Испании» (Passerò da piazza di Spagna), текст которого полностью воспроизведён на мемориальной доске возле чайной комнаты «Бабингтон».

## Галерея

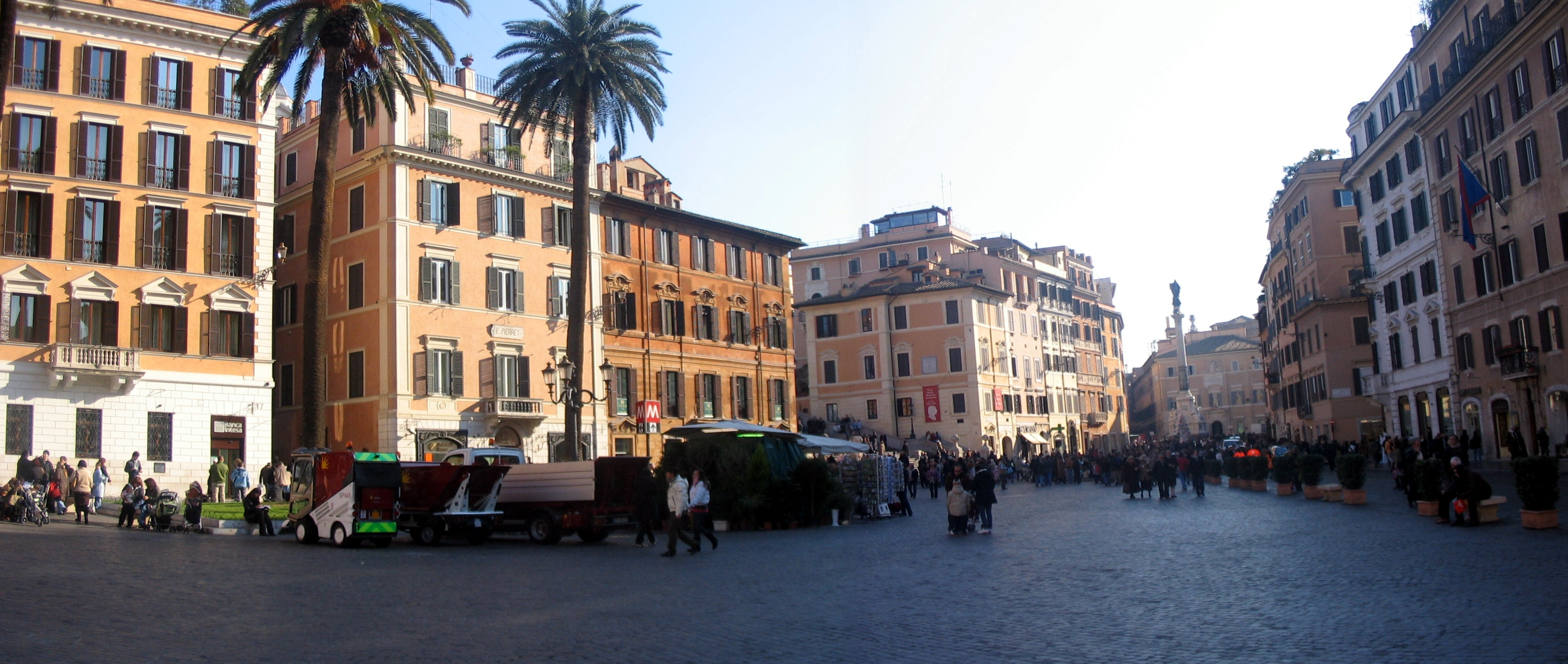
Площадь Испании в Риме
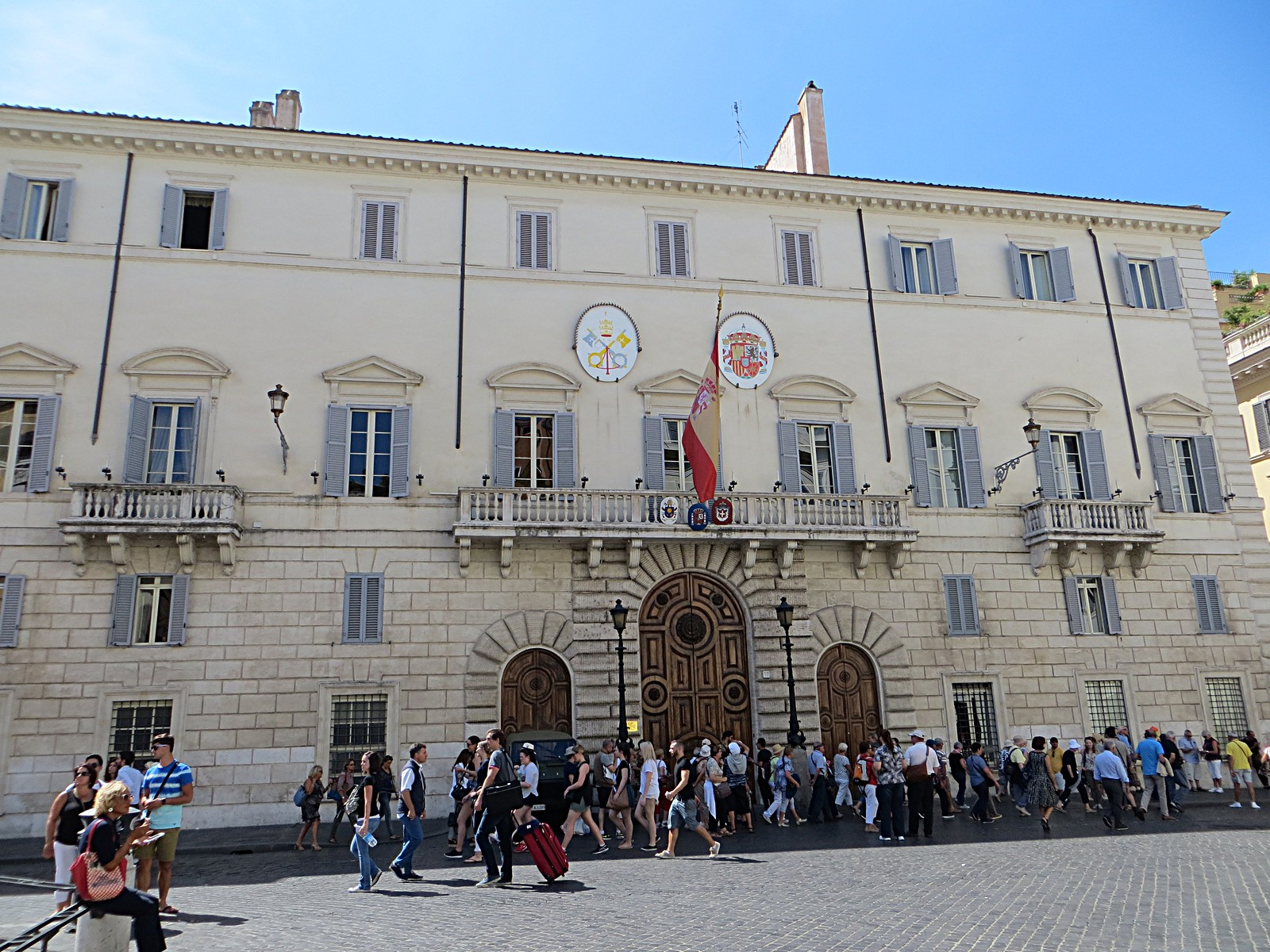
Палаццо ди Спанья
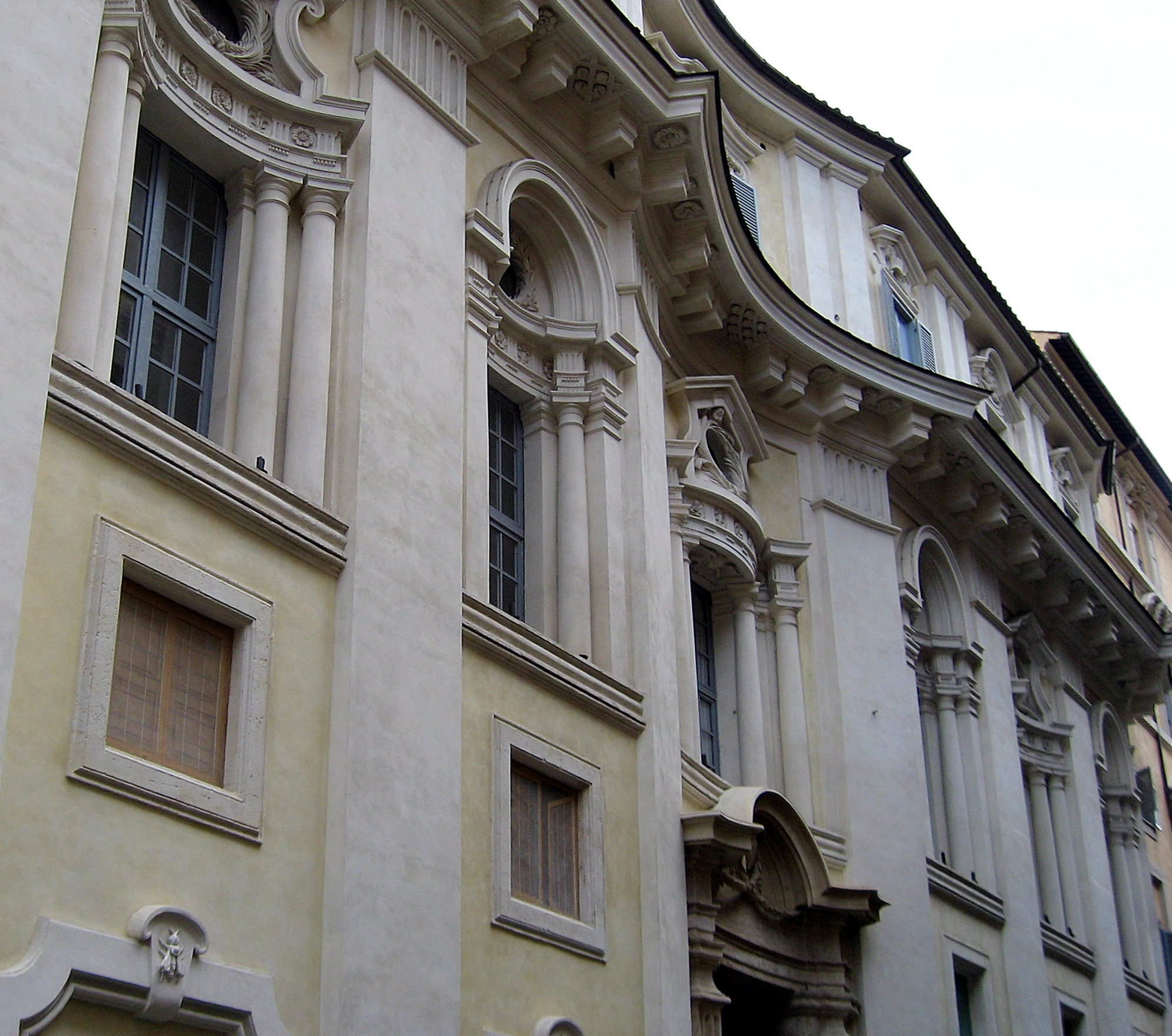
Палаццо пропаганды Веры. Деталь бокового фасада. 1644. Архитектор Ф. Борромини
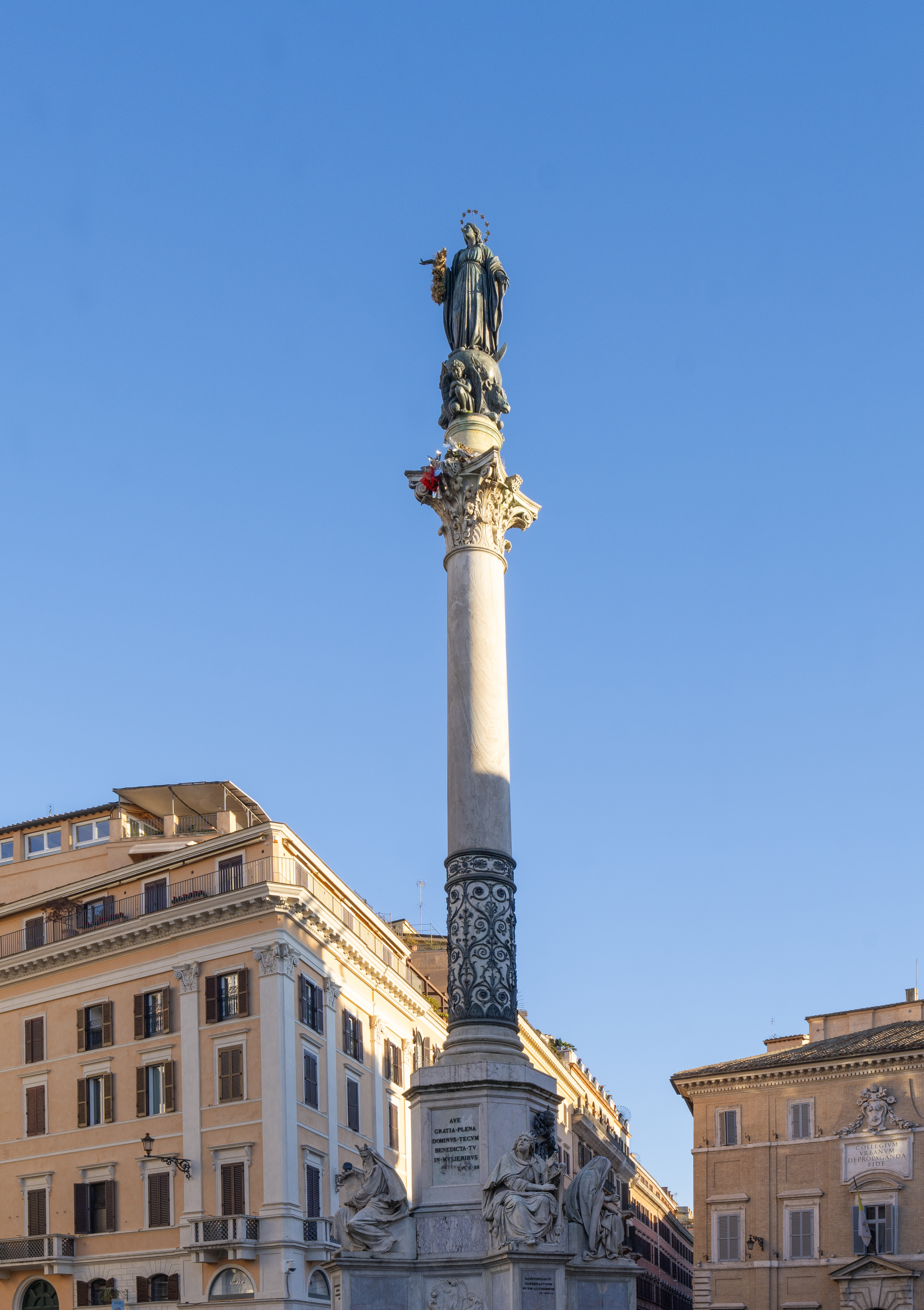
Колонна Непорочного зачатия
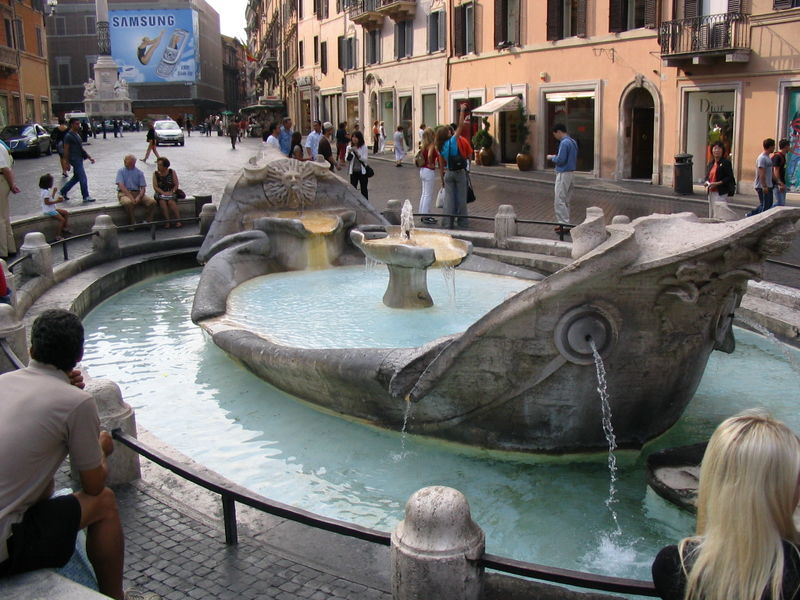
Фонтан Баркачча